# Книрим
Книрим (енгл. Knierim) град је у америчкој савезној држави Ајова. По попису становништва из 2010. у њему је живело 60 становника.

## Демографија
Према попису становништва из 2010. у граду је живело 60 становника, што је -10 (-14.3%) становника више него 2000. године.
| Група             | 2000.       | 2010.      |
| Белци             | 70 (100.0%) | 57 (95,0%) |
| Афроамериканци    | 0 (0,0%)    | 0 (0,0%)   |
| Азијати           | 0 (0,0%)    | 0 (0,0%)   |
| Хиспаноамериканци | 0 (0,0%)    | 3 (5,0%)   |
| Укупно            | 70          | 60         |